# THE BADGE
THE BADGE（ザ・バッヂ）は日本のロックバンド。

## 概要・来歴
- 元リンドンの田中信昭をリーダーに、前身バンドのTHE RAINが1978年に福岡で結成。
- 1980年に上京、フジテレビの音楽番組「Hot TV」に出演、3週連続で勝ち抜き、田中信昭はグランドチャンピオン大会で最優秀ボーカリスト賞を受賞。
- 1982年、バンド名をTHE BADGEに改名。6月16日、THE JAMの来日公演でサポーティングアクトをつとめる。7月25日、テイチクレコードよりシングル「ふたりのフォトグラフ」でデビュー。
- 1983年、新興のリバスターレコードから、初のアルバム「TOUCH」をリリース。
- 1984年、所属事務所をカレイドスコープ（ホリプロダクション系）に移籍。レコード会社もキングレコードに変わり、積極的な全国ツアーを行うとともに、複数のレコードをリリース。
- 1986年、9月22日に渋谷Egg-manで行われたライブを最後に解散。

## メンバー
- 田中 信昭（たなか のぶあき）：ボーカル、ベース
- 中村 昭二（なかむら しょうじ）：ボーカル、ギター
- 川崎 哲（かわさき てつ）：ボーカル、ドラム

## 作品
シングル
1. ふたりのフォトグラフ（1982）
2. ウインクはお手のもの（1983）
3. A列車を飛び降りろ（1984）
4. LONDON PARADISE（1984）
5. OH!CAROL（1984）
6. 99 CLUB（1984）
7. One Boy（1985）
8. ガラス張りの恋（2021）

アルバム
1. TOUCH（1983）
2. SMASH IT UP!（未発表音源CD VOL.1）（2003）
3. STRIKES BACK!（未発表音源CD VOL.2）（2003）
4. TEICHIKU SINGLE COLLECTION ＋7 BONUS TRACKS（2003）
5. THE BADGE IS HERE AGAIN!（未発表音源CD VOL.3）（2004）
6. THE BADGE COMPLETE OF KING YEARS（2005）